# Federación megye
Federación egy megye Argentínában, Entre Ríos tartományban. A megye székhelye Federación.

## Települések
Önkormányzatok és települések (Municipios)
- Chajarí
- Federación
- Los Conquistadores
- San Jaime
- Santa Ana
- Villa del Rosario

Vidéki központok ( centros rurales de población)
- Colonia La Argentina
- San Pedro
- San Ramón
- Colonia Alemana
- La Florida
- La Fraternidad y Santa Juana
- Pasaje Guayaquil
- Colonia Tunas
- Gualeguaycito
- San Roque